# Торнадо-Г
«Торнадо-Г» (Индекс ГРАУ — 9К51М) — российская модернизированная реактивная система залпового огня.
У РСЗО 9К51М основное отличие от своего предшественника 9К51 «Град» заключается в более совершенной системе управления огнём со спутниковой навигацией и компьютером расчёта баллистических показателей, что позволяет выполнять наведение на координаты цели в автоматическом режиме.

## История создания
Работы по модернизации РСЗО «Град» были начаты в 1990-е годы в ГНПП «Сплав». Впервые модернизированная РСЗО была продемонстрирована в 1998 году на показательных стрельбах под Оренбургом. В 2011 году поступил первый заказ на 36 боевых машин, сумма контракта составила 1 098 млн рублей, однако заказ выполнен не был, так как система не принята на вооружение ВС России. В первом полугодии 2012 года планировалось завершить государственные испытания системы и осуществить первую поставку 36 боевых машин в Сухопутные войска Российской Федерации.
Система по боевой эффективности в 15 раз превосходит предшественника, «Град», отношение массы топлива к массе корпуса в новой ракете улучшено в 10 раз.

### Принятие на вооружение
Первое заявление представителя Сухопутных войск РФ о том, что РСЗО «Торнадо-Г» принята на вооружение, а в войска уже поставлены 36 комплексов, было сделано в конце декабря 2011 года. Однако в феврале 2012 года это заявление было опровергнуто Министром обороны А. Э. Сердюковым, объяснившим, что система не прошла государственные испытания, и поставка в войска планируется в ближайшее время. В апреле 2012 года представителем пресс-службы Южного военного округа было сделано второе заявление о том, что 20 комплексов «Торнадо-Г» поступили на вооружение в подразделения Южного военного округа и примут участие в параде 9 мая 2012 года, однако вместо комплексов «Торнадо-Г» на параде были продемонстрированы боевые машины 2Б26, не имеющие отношения к РСЗО «Торнадо-Г». В июле 2012 года первые РСЗО «Торнадо-Г» поступили на вооружение мотострелковых формирований в Волгограде. В 2013 году система 9К51М завершила государственные испытания и была принята на вооружение Российской Федерации.

## Описание конструкции
В состав РСЗО 9К51М входит новая модернизированная боевая машина 2Б17М, старые и новые типы 122-мм реактивных снарядов, а также КСАУО «Капустник-БМ». В кабине боевой машины размещено оборудование дистанционной установки и автоматизированная система управления огнём, разработанная во ВНИИ «Сигнал». АСУНО позволяет вести огонь без топогеодезической подготовки и осуществлять наведение пакета с направляющими без выхода экипажа из кабины. На специальном видеомониторе в автоматизированном режиме отображается информация о маршруте следования и положении пакета направляющих.
Экипаж машины уменьшен с 3 до 2 человек, время развёртывания на неподготовленной боевой позиции уменьшено до 6 минут, а на подготовленной до 1 минуты.
Боевые возможности новой системы были расширены за счёт новых реактивных боеприпасов. В номенклатуру вошли кассетные снаряды с отделяемой головной частью и самоприцеливающимися кумулятивными боевыми элементами, позволяющими эффективно поражать бронированную боевую технику противника. Для обеспечения стрельбы снарядами с отделяемой головной частью боевые машины были доукомплектованы установщиками времени срабатывания взрывателя реактивных снарядов. Максимальная толщина брони до 100 мм.

### Применяемые боеприпасы
Помимо старых используемых боеприпасов для РСЗО БМ-21, в номенклатуру входят и новые боеприпасы, специально разработанные для системы «Торнадо-Г», увеличивающие её максимальную дальность стрельбы до 40 км.
| Таблица ТТХ новых реактивных снарядов для систем 9К51 и 9К51М |                  |                          |              |                   |               |                        |
| Индекс                                                        | Тип боеприпаса   | Тип взрывателя           | Масса БЧ, кг | Масса снаряда, кг | Дальность, км | Бронепробиваемость, мм |
| 9М217                                                         | кассетный с КОБЭ | дистанционный            | 25           | 70                | до 30         | 60...70                |
| 9М218                                                         | кассетный с КОБЭ | дистанционный            | 25           | 70                | до 30         | до 100                 |
| 9М521                                                         | ОФС              |                          | 21           | 66                | до 40         | —                      |
| 9М522                                                         | ОФС              | дистанционный/контактный | 25           | 70                | до 37,5       | —                      |
| 9М538                                                         | ОФС              |                          | 34,5         | 70                | до 20         | —                      |
| 9М539                                                         | ОФС              | дистанционный/контактный | 35           | 70                | до 20         | —                      |
| 9М541                                                         | кассетный с КОБЭ | дистанционный/контактный | 33,7         | 70                | до 20         | не менее 170           |

## Организационная структура
РСЗО «Торнадо-Г» в Российской Федерации состоят на вооружении реактивно-артиллерийских дивизионов.

## Операторы
- Россия — 160 9K51M, по состоянию на 2024 год[22]

1. в/ч № 22220 20-я отдельная гвардейская мотострелковая бригада (20 гв. омсбр): 18 единиц 2Б17М по состоянию на 2012 год[23].
2. в/ч № 91727 99-й гвардейский самоходный артиллерийский полк (99 гв. сап): 18 единиц 2Б17М по состоянию на 2016 год[24].
3. в/ч № 23857 856-й гвардейский самоходный артиллерийский полк (856 гв. сап): 36 единиц 2Б17М по состоянию на 2017 год[25]
4. 2-я гвардейская общевойсковая армия: 15[26]

- Украина — 100 9K51M/БМ-21 по состоянию на 2024 год[27].

## Упоминания
В августе 2012 года сообщалось, что военные планировали задействовать системы  9К51М в учениях «Кавказ-2012».
Упоминаются в Минском меморандуме в числе артиллерийских систем, которые необходимо отвести от линии соприкосновения сторон вооружённого конфликта на Востоке Украины.

## Боевое применение
Используются в ходе вторжения России на Украину.

## Галерея

Боевая машина 2Б17-1 из состава РСЗО 9К51М «Торнадо-Г» на Танковом биатлоне 2014 года
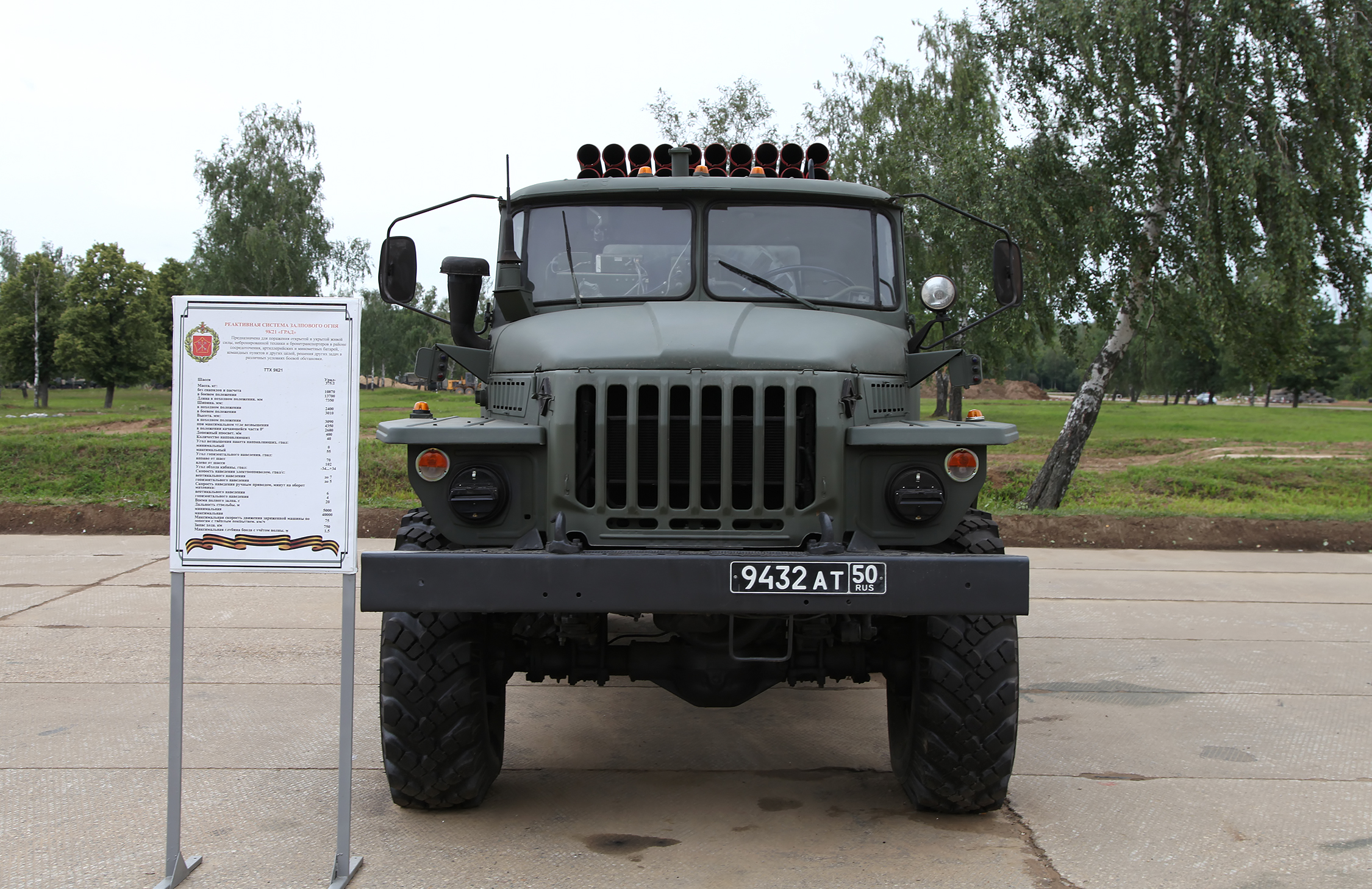
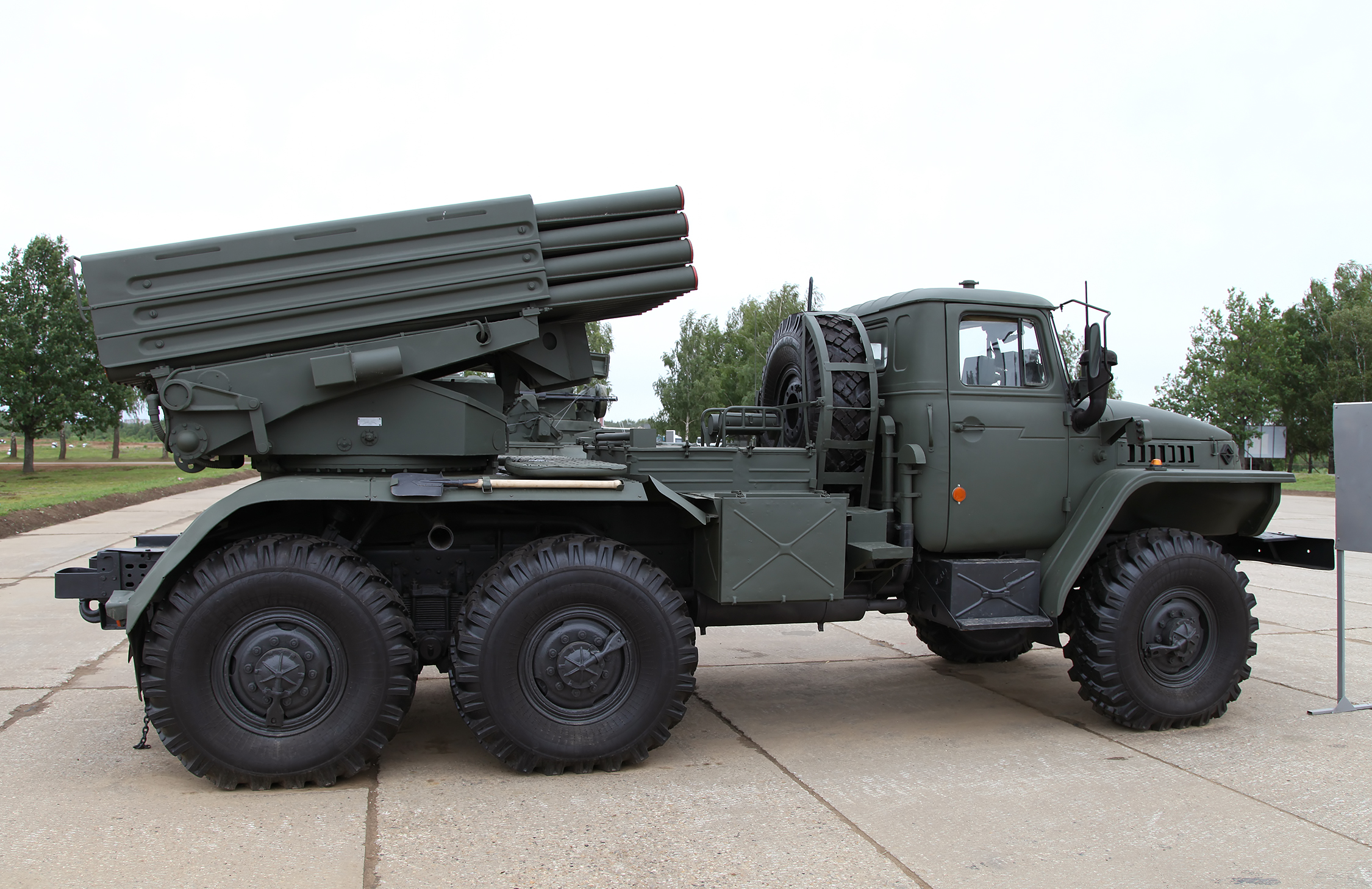
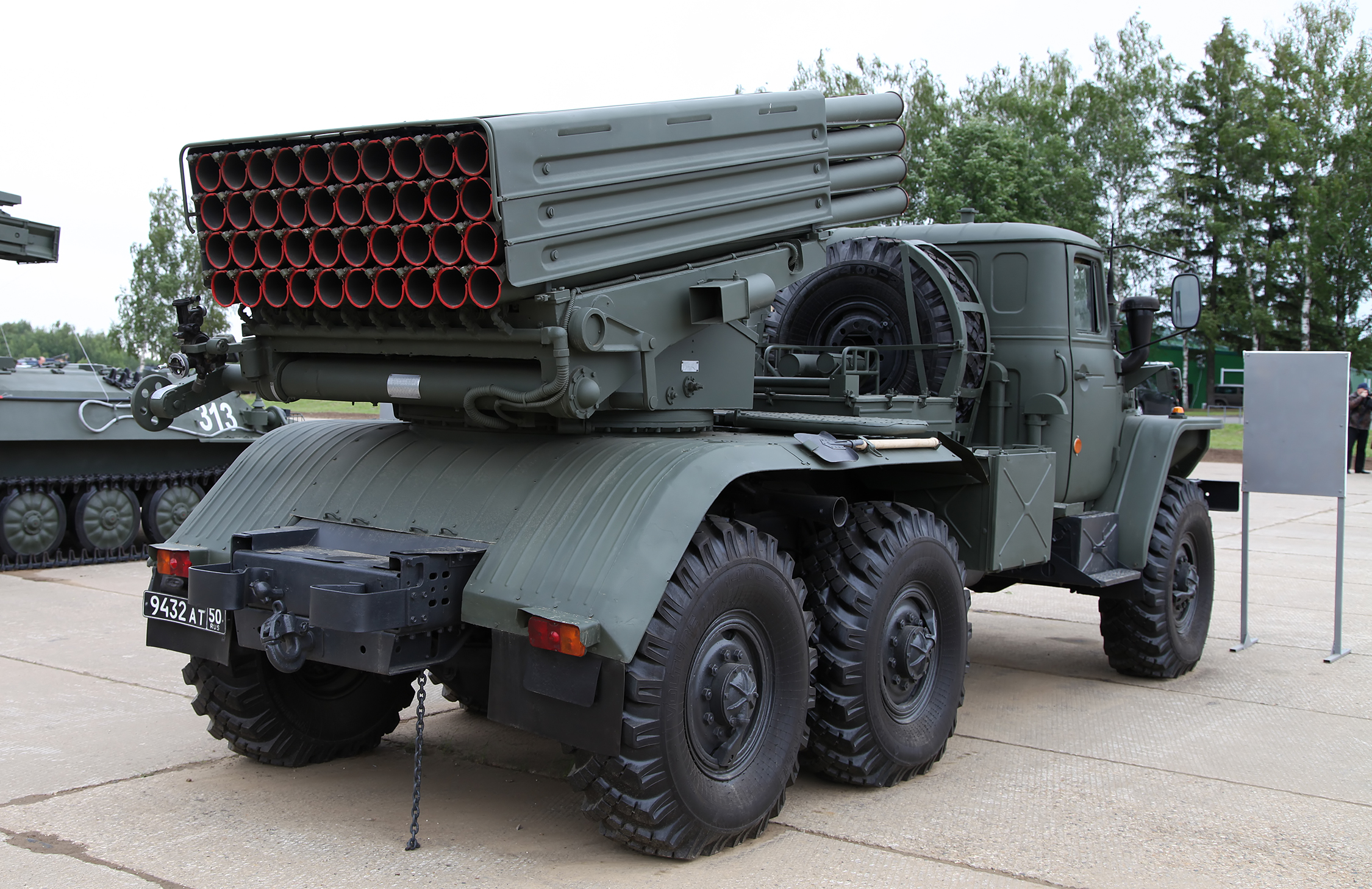
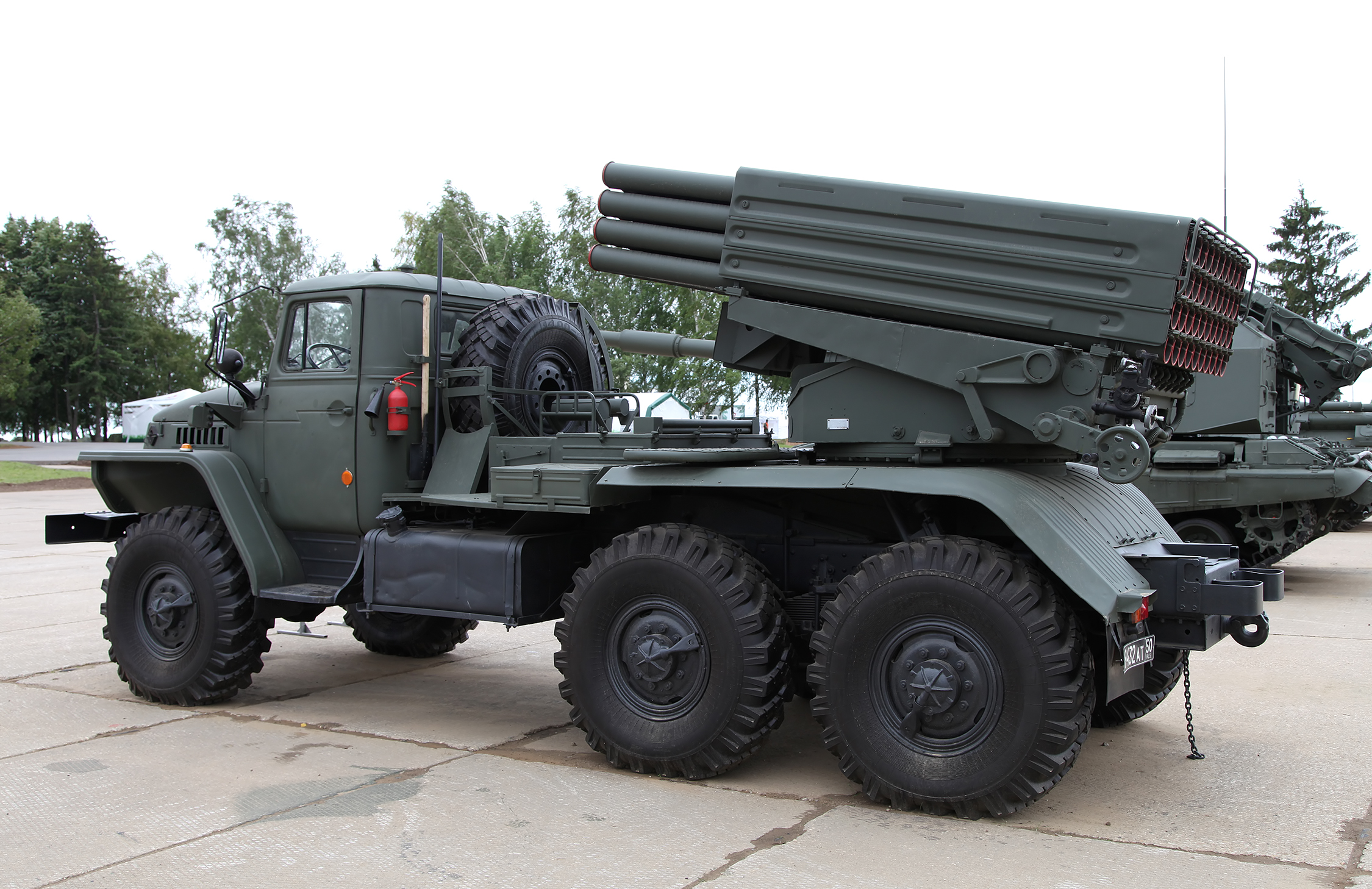
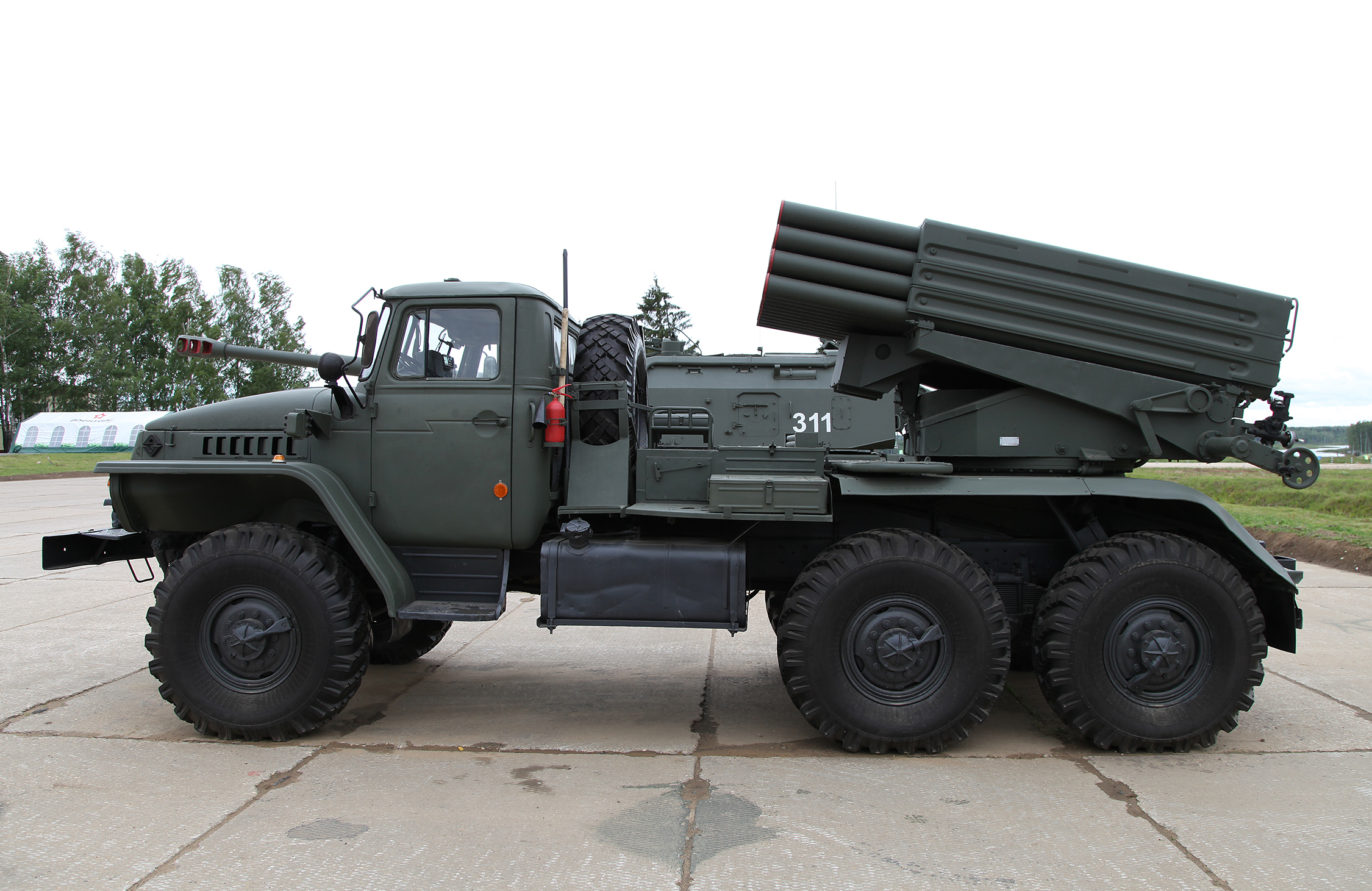
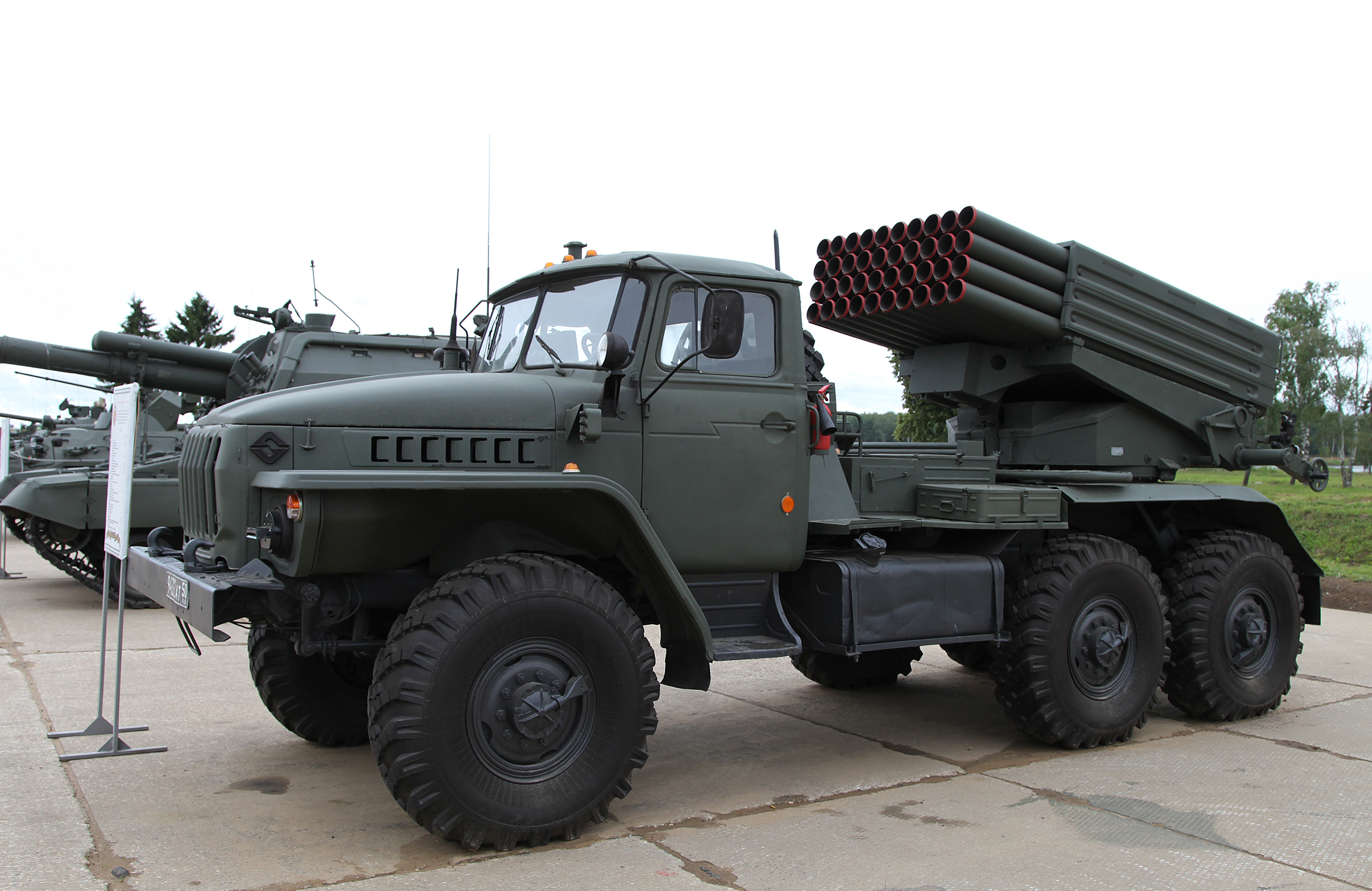
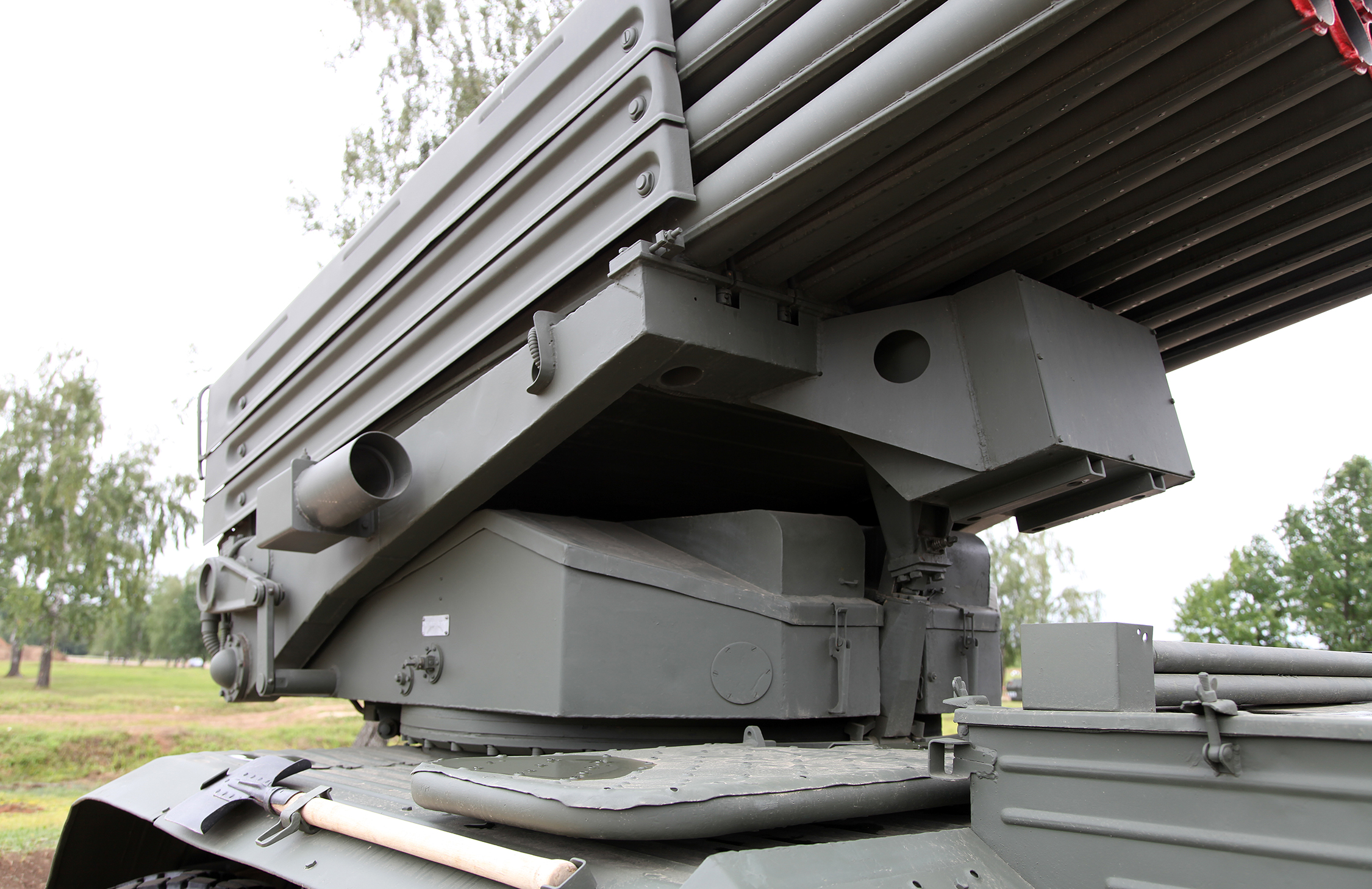